# 国立司法学院
国立司法学院（こくりつしほうがくいん、フランス語: École Nationale de la Magistrature、略称:ENM）または国立司法学校（こくりつしほうがっこう）は、フランス司法省の行政的公施設法人、司法官養成教育機関。1958年創立。

## 名称
- 1958年12月22日 - Centre national d'études judiciairesとして創立[1]。
- 1970年 - 現名称に変更[2]。

## 司法官の養成
フランスにおける司法官（Magistrat、マジストラ）とは裁判官・検察官の事である。法学士又はそれに相当する学位を有する者から選抜試験に合格した者（合格者は毎年約200名、合格率約10％）が、国立司法学院で、2年7か月の研修を受ける。選抜試験には3回の受験制限があり、原則として27歳が年齢制限となっている。

## 著名な卒業生
- ラシダ・ダティ - 欧州議会議員、マグレブ系、ルノー日産法務顧問
- ジャン・ルイ・ドブレ - シラク派の政治家、下院議長、ミシェル・ドブレ四男
- エヴァ・ジョリ - 欧州議会議員、ノルウェー系
- シモーヌ・ヴェイユ - 国務大臣、厚生大臣、女性初の欧州議会議長